# Clark, South Dakota
Clark är administrativ huvudort i Clark County i South Dakota. Orten har fått sitt namn efter politikern Newton Clark. Enligt 2010 års folkräkning hade Clark 1 139 invånare.